# Capnofílico
Los capnófilos son microorganismos que proliferan en presencia de altas concentraciones de dióxido de carbono (CO2).
Algunos capnófilos pueden necesitar metabólicamente dióxido de carbono, mientras que otros no, pero compiten con más éxito cuando está presente en grandes cantidades, ya que muchos otros microorganismos no pueden soportar esos niveles. Capnófilo es un término descriptivo general y tiene poca relevancia a la hora de establecer una relación taxonómica o evolutiva entre organismos que comparten esta característica. Por ejemplo, la capacidad de los capnófilos para tolerar (o, a veces, usar) el oxígeno (O2) que está presente en su entorno puede variar mucho y puede ser mucho más importante para su supervivencia. Las especies de bacterias del género Campylobacter son capnófilos fáciles de identificar, porque también son organismos microaerófilos, es decir, pueden crecer en presencia de altas concentraciones de dióxido de carbono, siempre que haya una cantidad muy pequeña de oxígeno libre. (En la atmósfera terrestre los niveles de dióxido de carbono son aproximadamente 500 veces inferiores a los de oxígeno, 0,04% y 21% del total, respectivamente). 
Los anaerobios obligados son microbios que mueren en presencia de oxígeno, independientemente de la concentración de dióxido de carbono en su entorno, y obtienen energía de la respiración o fermentación aeróbica.
En 2004 se caracterizó una bacteria capnófila que requiere dióxido de carbono, llamada Mannheimia succiniciproducens, la cual tiene un metabolismo peculiar en el que se produce la fijación de carbono. Aunque este proceso ocurre entre las plantas, y otros seres fotosintéticos, durante la fase oscura de la fotosíntesis, se encuentra en pocos microorganismos y no ocurre en los animales. Mannheimia succiniciproducens puede fijar dióxido de carbono en el esqueleto de tres carbonos de la molécula de fosfoenolpiruvato, un producto final de la glucólisis, para generar el compuesto de cuatro carbonos ácido oxaloacético, que es un intermedio del ciclo de Krebs (hay plantas con fotosíntesis especial, C4 y CAM, que también lo hacen). Aunque Mannheimia succiniciproducens tiene la mayoría de los intermediarios del ciclo de Krebs, no puede realizar fosforilación oxidativa para producir energía.

## Patogenicidad
Actualmente existen al menos dos grupos bien caracterizados de microorganismos capnofílicos que son patógenos humanos: las especies del género Campylobacter, que pueden causar trastornos intestinales, y los patógenos del género gramnegativo Aggregatibacter, que se encuentran en la boca (por ejemplo, Aggregatibacter actinomycetemcomitans), que pueden causar periodontitis agresiva juvenil.
Sin embargo, los capnófilos forman parte de la flora normal de algunos rumiantes. Mannheimia succiniciproducens fue aislada del rumen bovino. Sus características metabólicas y su carácter benigno atrajeron el interés comercial.